# Ołeksandriwka (hromada Łozowa)
Ołeksandriwka (ukr. Олександрівка) – wieś na Ukrainie, w obwodzie charkowskim, w rejonie łozowskim, w hromadzie Łozowa. W 2001 liczyła 334 mieszkańców.